# Marcgravia nepenthoides
Marcgravia nepenthoides är en tvåhjärtbladig växtart som beskrevs av Berthold Carl Seemann. Marcgravia nepenthoides ingår i släktet Marcgravia och familjen Marcgraviaceae. Inga underarter finns listade i Catalogue of Life.

## Bildgalleri

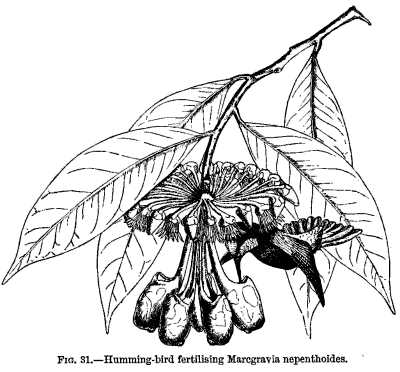